# NGC 5523
NGC 5523 is een spiraalvormig sterrenstelsel in het sterrenbeeld Ossenhoeder. Het hemelobject werd op 19 mei 1784 ontdekt door de Duits-Britse astronoom William Herschel.

## Synoniemen
- UGC 9119
- MCG 4-34-8
- ZWG 133.18
- KARA 621
- IRAS 14125+2533
- PGC 50895